# سنایا
سنایا (به صربی: Senaja) یک منطقهٔ مسکونی در صربستان است که در ملادنوواتس واقع شده‌است.